# Saint-Martory
Saint-Martory (okcitansko Sent Martòri) je naselje in občina v južnem francoskem departmaju Haute-Garonne regije Jug-Pireneji. Leta 2008 je naselje imelo 854 prebivalcev.

## Geografija
Naselje leži v pokrajini Comminges ob reki Garoni, 19 km vzhodno od Saint-Gaudensa.

## Uprava
Saint-Martory je sedež istoimenskega kantona, v katerega so poleg njegove vključene še občine Arnaud-Guilhem, Auzas, Beauchalot, Castillon-de-Saint-Martory, Le Fréchet, Laffite-Toupière, Lestelle-de-Saint-Martory, Mancioux, Proupiary, Saint-Médard in Sepx s 3.160 prebivalci.
Kanton Saint-Martory je sestavni del okrožja Saint-Gaudens.

## Zanimivosti
- grad châteaux de Montpezat iz 11. stoletja,
- renesančni grad châteaux de Saint-Martory,
- cerkev sv. Martorija,
- most na reki Garoni z mestnimi vrati, iz leta 1724,
- prazgodovinski najdišči, jami Tourasse in Montconfort.

## Pobratena mesta
- Laniscat / Lanninskad (Côtes-d'Armor, Bretanja);